# Айбек
аль-Малик аль-Му’изз Изз ад-Дин Айбек ат-Туркмани ад-Джашнакир ас-Салихи (араб. الملك المعز عز الدين أيبك التركماني الجاشنكير الصالحى‎; ? — 1257, Каир) — мамлюкский султан Египта из династии Бахритов.
Происходил Айбек из туркоманов; в среде мамлюков он был известен как Айбек ат-Туркмани. При дворе айюбидского султана ас-Салиха Айюба он выслужился в эмиры и получил должность джашнкир («пробующий еду и напитки султана»). После смерти ас-Салих Айюба (1249) во время вторжения франков (Седьмой крестовый поход) и трагической гибели его сына и наследника Туран-шаха (май 1250) Шаджар ад-Дурр, вдова ас-Салих Айюба, с помощью мамлюков её покойного мужа захватила трон и стала султаншей Египта. Айюбиды потеряли контроль над страной.
Сирийские Айюбиды и Аббасидский халиф аль-Мустасим отказались признать Шаджар ад-Дурр законной правительницей Египта, но мамлюки подтвердили свою присягу новой султанше и присвоили Айбеку титул «атабек». В июле 1250 года Шаджар ад-Дурр стала женой Айбека и отказалась в его пользу от трона. Чтобы укрепить свои позиции и удовлетворить противников в Сирии и Багдаде, Айбек провозгласил себя атабеком (опекуном) шестилетнего аль-Ашрафа Мусы, внука султана аль-Камиля.
Несмотря на это, сирийский Айюбид ан-Насир Салах ад-Дин Юсуф II направил войска для завоевания Египта и свержения Айбека, но они были разбиты сначала эмиром Актаем, а затем и самим Айбеком. Чувствуя себя после этих побед уверенно, Айбек заключил под стражу своего соправителя Мусу и назначил вице-султаном Кутуза (1252).
В 1253 году в верхнем и среднем Египте произошли серьёзные восстания, которые были подавлены эмиром Актаем. После победы над ан-Насиром Юсуфом и подавления восстания авторитет Актая среди мамлюков значительно возрос, и он стал представлять угрозу власти Айбека. Сговорившись с Кутузом и другими мамлюками, Айбек пригласил Актая в цитадель и убил его. Увидев выброшенную из цитадели голову Актая, некоторые мамлюки, среди них Бейбарс и Калаун, бежали ночью в Сирию (Дамаск) и Иорданию. Расправившись с Актаями и его мамлюками, Айбек отослал мальчика Мусу к его тётке, у которой он жил до того, как его сделали соправителем. Теперь Айбек был абсолютным и единственным правителем Египта и части Сирии, но вскоре после этого он заключил новое соглашение с ан-Насир Юсуфом, которое ограничивало его власть только Египтом.
Чувствуя необходимость заключить союз с сильным правителем, который поможет ему в борьбе против бежавших в Сирию мамлюков, Айбек решил взять в жёны дочь Бадр ад-Дина Лу’Лу, эмира Мосула. Шаджар ад-Дурр почувствовала себя преданной человеком, которого она сделала султаном, и убила Айбека. Убийство описано аль-Василем. По его словам, Айбек каждый вторник играл в поло. 10 апреля 1257 года после игры он отправился в баню, где по приказу Шаджар ад-Дурр на него напали, сбили с ног и удушили. На момент смерти ему было около шестидесяти лет. У Айбека было несколько сыновей, среди которых Насир ад-Дин хан и аль-Мансур Али. Пятнадцатилетний Али стал новым султаном с Кутузом в качестве вице-султана.